# Das Glück (Tschechow)

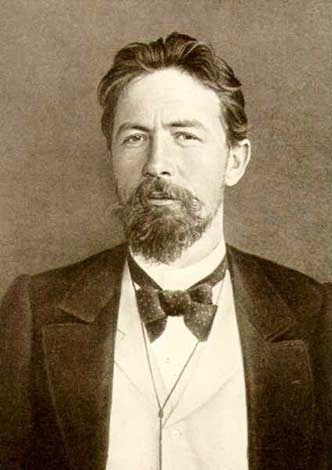
Anton Tschechow

Das Glück (russisch Счастье, Stschastje) ist eine Erzählung des russischen Schriftstellers Anton Tschechow, die am 6. Juni 1887 in der Sankt Petersburger Tageszeitung Nowoje wremja erschien.
C. Bergers Übertragung ins Deutsche kam 1903 bei Gnadenfeld & Co. in Berlin heraus. Andere Übersetzungen: 1888 ins Tschechische (Šteští), 1891 ins Serbokroatische (Sreća), 1895 ins Slowakische (Šťastie) und ins Englische (Happiness).

## Handlung
In der Ferne erhebt sich der Grabhügel Saur-Mogila. Zwei Schafhirten, der junge Sanka und der Alte, ein zahnloser Achtzigjähriger, bewachen des Nachts in der Steppe auf der Donezplatte ihre dreitausendköpfige Herde. Pantelej, der Aufseher vom Makarowschen Gut, kommt vorbeigeritten und wird von dem Alten erkannt. Man kommt ins Gespräch. Der Ankömmling meint: „In dieser Gegend gibt es viele vergrabene Schätze.“ Der Alte kann es nicht bestreiten, denn es stehe auch in den Handschriften geschrieben. Doch ohne Talisman käme man an keinen der verhexten Schätze heran. Zum Beispiel Ilja, der Bruder des Alten, habe im Jahr 1838 einen Talisman von einem Armenier gekauft, sei aber an einem Wachsoldaten gescheitert und glücklos, also ohne Schatz, gestorben.
Die ganze Nacht hindurch wird erzählt und erzählt. „Es tagte schon. Die Milchstraße verblaßte; sie zerging wie tauender Schnee und büßte nach und nach ihre Umrisse ein … die... Grabhügel, die hier und da am Horizont und in der grenzenlosen Steppe aufragten, blickten streng und leblos drein; in ihrer Reglosigkeit... fühlte man die Jahrhunderte und die völlige Gleichgültigkeit gegenüber den Menschen... weder... in dem Morgen... noch in der Grenzenlosigkeit der Steppe war irgendein Sinn zu erkennen.“
Bevor Pantelej davonreitet, gibt er noch zwei Geschichten zum Besten. Erstens, als Peter der Große in Woronesh eine Flotte baute, schickte er eine Goldkarawane aus Petersburg dorthin. Räuber erschlugen die Fuhrmänner und vergruben das Gold, fanden es aber nicht wieder. Zweitens, anno 1812 erbeuteten die Donkosaken von den Franzosen Gold. Als die russischen Machthaber ihnen die Schätze nehmen wollten, vergruben die Donkosaken ihre Beute. Keiner hat dieses Gold je gefunden.
Als der Verwalter außer Hörweite ist, lässt Sanka nicht locker. Weiß der Alte den Ort des Schatzes, den dessen Bruder Ilja anno 1838 erfolglos gesucht hatte? Der Alte hat vor dem Verwalter dichtgehalten, doch nun verrät er die Stelle: In der mittleren der drei Bogataja-Schluchten (deutsch etwa: Schluchten der Reichtümer). Der Alte, der bereits um die Zehnmal erfolglos gegraben hat, will nach dem Schatz ein weiteres Mal graben. Auf die Frage Sankas, wie er den Schatz denn verwenden wolle, weiß der Alte keine Antwort.
Sanka fragt sich, warum die Alten nach Schätzen suchen. Was wollen sie an der Schwelle des Todes noch mit dem Glück?

## Zitat
[Der Alte] sagte voll Bitterkeit: „Es gibt das Glück, aber was hat man schon von ihm, wenn’s in der Erde vergraben liegt?... Und dabei gibt es soviel Glück, daß es für einen ganzen Umkreis reichen würde, nur kriegt es keine Menschenseele zu sehen!... Die Herrschaft hat ja schon angefangen, die Hügelgräber umzugraben... Sie wittern was! Sie neiden den Bauern das Glück! Und auch der Staat sieht zu, wo er bleibt... Wer hat, der hat.“ Darauf Pantelej zu den beiden Hirten: „So wird man wohl sterben, ohne das Glück gesehen, ohne erfahren zu haben, wie es eigentlich ist...“

## Hintergrund
Stofflich liegt dem Text eine der Episoden zu Grunde, die Anton Tschechow in seiner Reisebeschreibung Die Steppe verarbeitet hat. Am 14. Juni 1887 habe Alexander Tschechow dem Bruder stolz von dem Erfolg des Textes Das Glück berichtet. Anton Tschechow, der die kleine Erzählung Jakow Polonski gewidmet hatte, schrieb dem russischen Dichter am 25. März 1888: „In der Erzählung wird die Steppe dargestellt: Ebene, Nacht, das blasse Frührot im Osten, eine Schafherde und drei menschliche Gestalten, die über das Glück sprechen.“

## Rezeption
- 19. August 2000, Anton Scheel in der Welt: Anton Tschechow. Die Steppe

## Deutschsprachige Ausgaben
- Das Glück, S. 5–14 in Anton Tschechow: Das Glück und andere Erzählungen. Aus dem Russischen übertragen von Alexander Eliasberg. 187 Seiten. Wilhelm Goldmann Verlag, München 1962, Goldmanns gelbe Taschenbücher, Bd. 868
- Anton Tschechow: Der Mensch im Futteral. Erzählungen. Übersetzt von Kay Borowsky. Nachwort von Ludolf Müller. 334 Seiten, Reclam, Stuttgart 1978, ISBN 978-3-15-009901-8 (enthält noch: Austern. Wanka. Das Glück. Wolodja. Krankensaal Nr. 6. Der Student. Anna am Halse. Das Haus mit dem Mezzanin. Stachelbeeren. Von der Liebe. Ein Fall aus der Praxis. Herzchen. Die Dame mit dem Hündchen. In der Schlucht. Der Bischof)

### Verwendete Ausgabe
- Das Glück, S. 441–453 in Gerhard Dick (Hrsg.) und Wolf Düwel (Hrsg.): Anton Tschechow: Das schwedische Zündholz. Kurzgeschichten und frühe Erzählungen. Deutsch von Georg Schwarz. 668 Seiten. Rütten & Loening, Berlin 1965 (1. Aufl.)

## Anmerkung
1. ↑  Anton Tschechow schreibt: „В Богатой Балочке,...“ Vermutlich liegen die Schluchten der Reichtümer in der Gegend um Polohy nördlich vom Asowschen Meer.